# Detlef Schuppan
Detlef Schuppan (* 9. August 1954 in Essen, Ruhr) ist ein deutscher Biochemiker und Mediziner.
Seine wissenschaftlichen und klinischen Schwerpunkte u. a. liegen in der Diagnostik und Therapie von Zöliakie und Weizensensitivität, der fibrosierenden Lebererkrankungen sowie der Immunologie von Tumor- und chronischen Erkrankungen.
Schuppan ist Leiter des Instituts für Translationale Immunologie und Universitäts-Professor für Innere Medizin/Gastroenterologie/Hepatologie an der Johannes Gutenberg-Universität Mainz. Unter anderem leitet er die Ambulanz für Zöliakie und Dünndarmerkrankungen. Außerdem ist er Full Professor und Senior Visiting Scientist an der Harvard Medical School in Boston, USA.

## Leben
Der Sohn eines Richters studierte Chemie an der Ludwig-Maximilians-Universität (LMU) München und Humanmedizin an der LMU München, der Philipps-Universität Marburg und der Freien Universität (FU) Berlin. 1982 promovierte er am Max-Planck-Institut für Biochemie in Martinsried bei München (Strukturaufklärung von Basalmembrankollagen). 1986 erhielt er seine Approbation als Arzt an der FU Berlin. Weiterhin folgte 1989 die Promotion in Medizin mit summa cum laude (Entdeckung und Charakterisierung von Undulin/Kollagen Typ XIV), die Habilitation in Biochemie (FU Berlin) 1992 sowie vier Jahre später die Habilitation in Innerer Medizin.
Er erwarb einen Facharzt für Innere Medizin (1993) und für Gastroenterologie (1996). Von 1997 bis 2004 arbeitete er als Universitäts-Professor, leitender Oberarzt und stellvertretender Direktor an der Medizinischen Klinik I der Friedrich-Alexander-Universität Erlangen-Nürnberg. Ab 2004 bis 2010 war er zunächst assoziiert, später Universitäts-Professor („Full Professor of Medicine and Clinical Consultant“) für Gastroenterologie und Hepatologie am Beth Israel Deaconess Medical Center (BIDMC) der Harvard Medical School in Boston, USA. Im Jahr 2011 wurde er Direktor des Zöliakie- und Fibrosezentrums der Universitätsmedizin, Johannes Gutenberg-Universität (JGU) Mainz sowie Senior Visiting Scientist am BIDMC, Harvard Medical School. Seit 2013 ist er als Direktor des Instituts für Translationale Immunologie (JGU Mainz) tätig.
Gastprofessuren hatte Schuppan u. a. an der Columbia University (New York), der Yale University (New Haven), der Duke University (Durham), der University of Maryland, der Mayo Clinic (Rochester), dem Weizmann-Institut (Rehovot, Israel), der University of California, Los Angeles und der University of California, San Diego inne.
Schuppan ist verheiratet und hat drei Töchter und einen Sohn.

## Werk
Seine klinisch-wissenschaftlichen Schwerpunkte sind die Aufklärung der zellulären und molekularen Mechanismen chronisch-entzündlicher Erkrankungen, insb. die Translation dieser Erkenntnisse in die klinische Praxis. Hierzu gehören die  Entwicklung neuer Diagnostika und spezifischer Therapien für
1. entzündliche und fibrosierende Erkrankungen der Leber (Leberzirrhose) und des Darmes, aber auch anderer Organe;
2. Zöliakie, nicht-Zöliakie/nicht-Allergie Glutensensitivität (korrekt: Weizensensitivität) und damit verbundene Autoimmun- und Systemerkrankungen;
3. die Rolle des Immunsystems in der Abwehr von Tumorerkrankungen, insbesondere der Leber und des Gastrointestinaltrakts, und
4. die Rolle der Ernährung bei Autoimmunerkrankungen und Erkrankungen des metabolischen Syndroms, insb. Fettleberhepatitis und Typ 2 Diabetes. Hierbei steht die Entwicklung gezielter und individualisierter Therapien, unter anderem auf der Basis therapeutischer Nanopartikel,[1] als Trägersystem für Pharmaka, verbunden mit spezifischer Biomarkerentwicklung im Vordergrund.

### Herausragende Leistungen
- 1990 Entdeckung des fibrillenassoziierten Kollagen XIV (Undulin)
- 1997 Identifizierung der Gewebetransglutaminase (TG2) als Autoantigen der Zöliakie[2][3], damit Paradigmenwechsel in der Zöliakieforschung sowie erstmals gesicherte Diagnostik der Erkrankung
- 2012 Entdeckung der Amylase-Trypsin-Inhibitoren (ATI) aus Weizen als Ursache der Nicht-Zöliakie/Nicht-Allergie Weizensensitivität[4], damit Paradigmenwechsel in der Forschung zur „Glutensensitivität“[5]
- Entwicklung von Serum-Biomarkern der Immunzell-spezifischen Entzündungsaktivität (Mikropartikel) und von Serum-Proteinmarkern der Leberfibrose-Progression, sowie von antifibrotisch wirksamen Medikamenten, die in Kombination mit den Biomarkern die Grundlage für die klinische Entwicklung wirksamer antifibrotischer Therapien für die Leberfibrose und Fibrosen anderer Organe schaffen.[6][7]

### Veröffentlichungen
Schuppan ist Autor von mehr als 70 Buchartikeln und mehr als 400 in PubMed gelisteten wissenschaftlichen Publikationen.
- D. Schuppan, u. a.: Celiac Disease: From Pathogenesis to Novel Therapies. In: Gastroenterology 137, 2009, S. 1912–1933. PMID 19766641, doi:10.1053/j.gastro.2009.09.008
- D. Schuppan, K.-P. Zimmer: Diagnostik und Therapie der Zöliakie. In: Dtsch Arztebl Int 110, 2013, S. 835-846. doi:10.3238/arztebl.2013.0835
- D. Schuppan, N.H. Afdhal: Liver cirrhosis. In: The Lancet 371, 2008, S. 838 - 851. doi:10.1016/S0140-6736(08)60383-9
- D. Schuppan, Y.O. Kim: Evolving therapies for liver fibrosis. In: J Clin Invest 123, 2013, S. 1887–1901. PMID 23635787, doi:10.1172/JCI66028

Er ist Herausgeber mehrerer medizinisch-wissenschaftlicher Bücher und Mitherausgeber hochrangiger Fachzeitschriften wie Gastroenterology, Journal of Hepatology, American Journal of Physiology und dem Journal of Clinical Investigation. Seit 2011 ist er Vorsitzender des wissenschaftlichen Beirats der Deutschen Zöliakie-Gesellschaft. Als Full Professor of Medicine der Harvard Medical School und als deutscher Universitätsprofessor ist Schuppan der einzige deutsche Arzt und Wissenschaftler, der führend in beiden Hochschulsystemen praktiziert.

## Auszeichnungen und Mitgliedschaften

### Preise und Auszeichnungen
- 1990: Lucie-Bolte-Promotion Award für die Leberforschung
- 1994: Hermann-und-Lilly-Schilling-Professorship, Dept. of Gastroenterology, Benjamin Franklin Hospital, Free University of Berlin
- 2004: Zetzel Visiting Professor, Division of Gastroenterology, Beth Israel Deaconess Medical Center, Harvard Medical School, Boston, MA
- 2010: Gutenberg-Forschungskolleg, Universität Mainz
- 2011: ERC Advanced Grant Fibroimaging (Quantitative imaging of liver fibrosis and fibrogenesis)[10]

### Mitgliedschaften
- Deutsche Gesellschaft zum Studium der Leber (GASL)
- Europäische Gesellschaft zum Studium der Leber (EASL)
- US-amerikanische Gesellschaft zum Studium von Lebererkrankungen (AASLD)
- Deutsche Gesellschaft für Verdauungs- und Stoffwechselerkrankungen (DGVS)
- Europäische Gastroenterologenvereinigung (UEGF)
- US-amerikanische Gastroenterologen-Vereinigung (AGA)
- US-amerikanische Physiologische Gesellschaft (APA)
- Forschungszentrum Immuntherapie, Universitätsmedizin Mainz (FZI)[11]